# 武藤農法
武藤農法（むとうのうほう）とは武藤傳太郎が「食べることは、生きることだから安全でなければならない」という農業に対する基本理念から確立した農法。無農薬の手間暇を惜しまずという方法は他にもあるが、それを実践した場合に全国に広げるには途方もない時間と労力がかかってしまう。もっと現実的に、誰でもできる方法として生み出した農法であることが大きな違いである。
1.無化学肥料により土壌を正常化し生産者としての責任を担う有機農法であること
2.第三者機関による250項目以上の残留農薬検査を実施し、残留農薬が検出されていないことを実証すること
3.食味向上を常に目指すこと
その内容は、「土壌と植物」の因果関係を研究し、土壌類菌の中で好気性微生物と嫌気性微生物のバランスを考え、ミネラル元素を土に与えることで、無科学肥料・無農薬栽培を行い、「食味」と「生産量」を確保する、というものである。